# Municipio de Big Stone (Minnesota)
El municipio de Big Stone (en inglés: Big Stone Township) es un municipio ubicado en el condado de Big Stone en el estado estadounidense de Minnesota. En el año 2010 tenía una población de 275 habitantes y una densidad poblacional de 3,09 personas por km².

## Geografía
El municipio de Big Stone se encuentra ubicado en las coordenadas 45°22′32″N 96°24′50″O / 45.37556, -96.41389. Según la Oficina del Censo de los Estados Unidos, el municipio tiene una superficie total de 89.05 km², de la cual 79,31 km² corresponden a tierra firme y (10,93 %) 9,73 km² es agua.

## Demografía
Según el censo de 2010, había 275 personas residiendo en el municipio de Big Stone. La densidad de población era de 3,09 hab./km². De los 275 habitantes, el municipio de Big Stone estaba compuesto por el 99,27 % blancos y el 0,73 % eran de una mezcla de razas. Del total de la población el 0,73 % eran hispanos o latinos de cualquier raza.